# Louis Blériot
Louis Charles Joseph Blériot  (Cambrai, Francia, 1 de julio de 1872 - París, Francia, 1 de agosto de 1936) fue un pionero de la aviación en sus facetas de piloto, fabricante y diseñador de aeronaves. 

## Inicios
Blériot se graduó de la École Centrale de Paris en artes y negocios; comenzó en la fabricación de faroles para automóviles. Para 1900 se enfrascó en el diseño y manufactura de las primeras aeronaves, experimentó con prototipos con potencia de dos caballos de potencia. En 1903 se unió en sociedad con el pionero de la aviación Gabriel Voisin y formaron la compañía Blériot–Voisin pero la alianza duró poco y se disolvió en 1906. Entonces comenzó a construir aviones de diseño propio y voló sus propios modelos, entre ellos el Blériot en sus series IV (del cual no logró éxito), y el VIII de 40 caballos de potencia en el que voló entre las localidades de Toury y Aternay en octubre de 1906. Con el Blériot XI alcanzó la fama; era este un monoplano con un motor Anzani de 25 CV con el que el 25 de julio de 1909 realizó el primer viaje sobre el Canal de la Mancha.

## El histórico vuelo

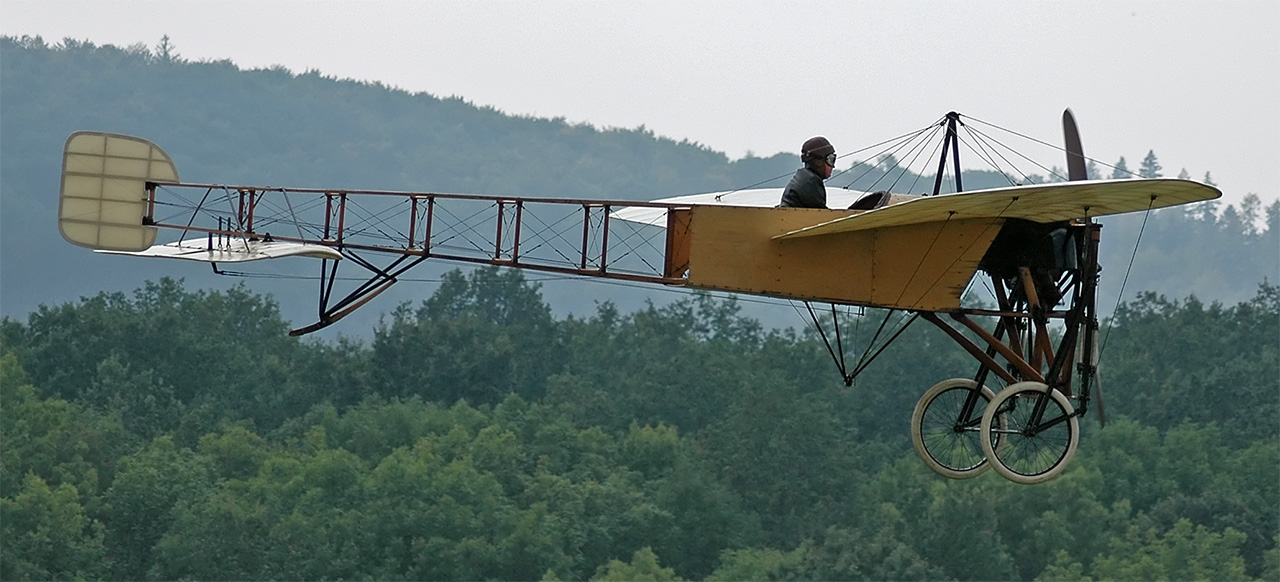
Réplica de un Blériot XI.

El Daily Mail de Inglaterra había ofrecido en aquel año la cantidad de 1000 libras a quien cruzara por primera vez el estrecho que separa Inglaterra de Francia. Esto le motivó a diseñar su famoso monoplano con el que pudo previamente realizar un viaje de 36 min y 55 s campo a través y por ello se sintió seguro de hacerlo.
Tuvo otros rivales: Charles de Lambert, un ruso aristocrático de raíces francesas y pupilo brillante de Wilbur Wright; además de Hubert Latham, el favorito para ganar. Seis días antes del vuelo de Blériot, Latham intentó el cruce pero su avión (el Antoinette IV) cayó en el canal cuando el motor se apagó. Lambert fracasó también al estrellarse en un vuelo de prueba.
El 25 de julio de 1909 era un día de mal tiempo, pero Blériot se sintió motivado para volar a pesar de malos augurios: caminaba con ayuda de muletas — se había quemado un pie en sus ensayos—, un perro fue alcanzado por la hélice del monoplano y murió; y agregado a esto su esposa le rogaba no hacer la travesía.
Despegó a las 4:35 cerca del puerto de Calais cuando notó la baja velocidad del viento. Si Latham hubiera sabido que Blériot empezaba un vuelo real para cruzar el canal, habría intentado adelantarse (no en vano era el favorito), pero creyó que era solo un vuelo de prueba y cuando se dio cuenta de que estaba equivocado ya no le dio tiempo de reaccionar.
Al inicio fue escoltado por el bote Escopette que llevaba a su esposa Alicia, pero avanzó y lo dejó atrás. Continuó el viaje: eran tiempos que se viajaba sin compás ni instrumentos, estaba inseguro de su posición y volando a 64 km/h y 76 metros de altura con las olas del mar abajo. A los diez minutos estaba en medio de la nada, "solo y perdido" según sus palabras. Su motor se sobrecalentó, pero gracias a la lluvia pudo mantenerse. 
Al fin vislumbró las cumbres cerca de Dover, lejos de donde tenía planeado aterrizar por la acción del fuerte viento. Louis voló en su contra y alcanzó a ver un claro donde aterrizar, pero el viento aún lo impedía. Apagó el motor y la máquina logró tocar tierra. Al aterrizar le recibieron soldados y un policía ingleses y dos de sus compatriotas. El viaje duró 37 minutos.
La importancia de esta aventura no fue tanto la velocidad ni la distancia sino el hecho de que por primera vez se cruzaba un estrecho marino entre dos territorios. Esto hizo preocuparse a Inglaterra porque se sintió vulnerable ante un ataque aéreo.

## Vida después de la hazaña
En 1914 se convirtió en el presidente de la Société pour les Appareils Deperdussin, renombrada posteriormente Société pour l’Aviation et ses Deriveés (SPAD), también conocidos sus modelos como Blériot-SPAD, una fábrica importantísima de aeronaves de combate durante la Primera Guerra Mundial, que construyó alrededor de 5600 aparatos para Francia, Gran Bretaña y otros países.
Formó su propia compañía después de la guerra: la Blériot Aeronautique.

## Reconocimientos
- La Federación Aeronáutica Internacional instituyó la Medalla Louis Blériot en su memoria.